# Internationale Gartenbauausstellung auf Briefmarken der Deutschen Post der DDR
Die Internationale Gartenbauausstellung (iga) in Erfurt wurde mit mehreren Briefmarkenserien der Deutschen Post der DDR gewürdigt. Insgesamt gab es 25 verschiedene Motive, wobei drei auch zusätzlich in einem Briefmarkenheftchen ausgegeben wurden.
Neben diesen direkt mit den Erfurter Ausstellungen im Zusammenhang stehenden Ausgaben gab es in der DDR weitere Briefmarkenreihen mit floralen Motiven, wie zum Beispiel Geschützte heimische Pflanzen oder Kakteen.
Die iga war seit 1961 die größte und bedeutendste Veranstaltung dieser Art in der DDR und im sozialistischen Lager.

## Liste der Ausgaben und Motive
Legende
- Bild: Eine bearbeitete Abbildung der genannten Marke. Das Verhältnis der Größe der Briefmarken zueinander ist in diesem Artikel annähernd maßstabsgerecht dargestellt. Sollten keine Marken abgebildet sein, liegt es daran, dass das Urheberrecht des Künstlers noch nicht erloschen ist.
- Beschreibung: Eine Kurzbeschreibung des Motivs und/oder des Ausgabegrundes. Bei ausgegebenen Serien oder Blocks werden die zusammengehörigen Beschreibungen mit einer Markierung versehen eingerückt.
- Wert: Der Frankaturwert der einzelnen Marke in Pfennig. Ein „+“ bedeutet, dass es sich um eine Zuschlagsmarke handelt (= Frankaturwert + Spende).
- Ausgabedatum: Das Datum des erstmaligen Verkaufs dieser Briefmarke.
- Gültig bis: Das Datum, an dem die Gültigkeit endete.
- Auflage: Soweit bekannt, wird hier die zum Verkauf angebotene Anzahl dieser Ausgabe angegeben.
- Entwurf: Soweit bekannt, wird hier angegeben, von wem der Entwurf dieser Marke stammt.
- Mi.-Nr.: Diese Briefmarke wird im Michel-Katalog unter der entsprechenden Nummer gelistet.

| Bild | Beschreibung | Wert in Pfennig | Ausgabe- datum     | Gültig bis        | Auflage    | Entwurf                          | Mi.-Nr. |
|      | Internationale Gartenbauausstellung (iga), Erfurt - Gartentulpen (Tulipa gesneriana)                                                 | 10              | 13. September 1961 | 31. Dezember 1962 | 7.000.000  | VEB Deutsche Wertpapierdruckerei | 854     |
|      | - Dahlien (Dahlia pinnata) | 20              | 13. September 1961 | 31. Dezember 1962 | 15.000.000 | VEB Deutsche Wertpapierdruckerei | 855     |
|      | - Edelrose (Rosa spec.) | 40              | 13. September 1961 | 31. Dezember 1962 | 1.000.000  | VEB Deutsche Wertpapierdruckerei | 856     |
|      | Internationale Gartenbauausstellung (iga), Erfurt - Maiglöckchen (Convallaria majalis)                                               | 20              | 16. August 1966    | 2. Oktober 1990   | 8.000.000  | Lothar Grünewald                 | 1189    |
|      | - Indische Azalee (Rhododendron simsii)                                                                                              | 25              | 28. Juni 1966      | 2. Oktober 1990   | 5.000.000  | Lothar Grünewald                 | 1190    |
|      | - Dahlie (Dahlia pinnata) | 40              | 28. Juni 1966      | 2. Oktober 1990   | 4.000.000  | Lothar Grünewald                 | 1191    |
|      | - Persisches Alpenveilchen (Cyclamen persicum)                                                                                       | 50              | 28. Juni 1966      | 2. Oktober 1990   | 1.400.000  | Lothar Grünewald                 | 1192    |
|      | Internationale Rosenausstellung, Erfurt (I) - „Karneol-Rose“ (Teehybride)                                                            | 5               | 13. Juni 1972      | 2. Oktober 1990   | 7.200.000  | Manfred Gottschall               | 1763    |
|      | - „Bergers Rose IGA Erfurt“ (Polyantharose)                                                                                          | 10              | 13. Juni 1972      | 2. Oktober 1990   | 8.100.000  | Manfred Gottschall               | 1764    |
|      | - „Charme“ (Polyantharose) | 15              | 13. Juni 1972      | 2. Oktober 1990   | 1.900.000  | Manfred Gottschall               | 1765    |
|      | - „Izetka Spreeathen“ (Teehybride)                                                                                                   | 20              | 13. Juni 1972      | 2. Oktober 1990   | 8.100.000  | Manfred Gottschall               | 1766    |
|      | - „Izetka Köpenicker Sommer“ (Floribundarose)                                                                                        | 25              | 13. Juni 1972      | 2. Oktober 1990   | 4.200.000  | Manfred Gottschall               | 1767    |
|      | - „Professor Knöll“ (Teehybride) | 35              | 13. Juni 1972      | 2. Oktober 1990   | 4.200.000  | Manfred Gottschall               | 1768    |
|      | Internationale Rosenausstellung, Erfurt (II) Diese Marke stammt aus einem Markenheftchen - „Bergers Rose IGA Erfurt“ (Polyantharose) | 10              | 22. August 1972    | 2. Oktober 1990   | 56.000.000 | Manfred Gottschall               | 1778    |
|      | Diese Marke stammt aus einem Markenheftchen - „Izetka Köpenicker Sommer“ (Floribundarose)                                            | 25              | 22. August 1972    | 2. Oktober 1990   | 14.000.000 | Manfred Gottschall               | 1779    |
|      | Diese Marke stammt aus einem Markenheftchen - „Professor Knöll“ (Teehybride)                                                         | 35              | 22. August 1972    | 2. Oktober 1990   | 14.000.000 | Manfred Gottschall               | 1780    |
|      | Blumenzüchtungen - Sommeraster (Callistephus chinensis), „Meisteraster“ „Harzgruß“                                                   | 5               | 19. August 1975    | 2. Oktober 1990   | 6.000.000  | Horst Naumann                    | 2070    |
|      | - Pelargonie (Pelargonium zonale), „PAC-Mini-Pelargonie“                                                                             | 10              | 19. August 1975    | 2. Oktober 1990   | 14.000.000 | Horst Naumann                    | 2071    |
|      | - Gerbera (Gerbera jamesonii), „Auriga“, „Markal“                                                                                    | 20              | 19. August 1975    | 2. Oktober 1990   | 8.000.000  | Horst Naumann                    | 2072    |
|      | - Gartennelke (Dianthus caryophyllus), „Barter Frühling“                                                                             | 25              | 19. August 1975    | 2. Oktober 1990   | 4.500.000  | Horst Naumann                    | 2073    |
|      | - Chrysantheme (Chrysanthemum indicum), „Ziero“                                                                                      | 35              | 19. August 1975    | 2. Oktober 1990   | 4.500.000  | Horst Naumann                    | 2074    |
|      | - Gartenstiefmütterchen (Viola wittrockiana)                                                                                         | 70              | 19. August 1975    | 2. Oktober 1990   | 2.000.000  | Horst Naumann                    | 2075    |
|      | Internationale Gartenbauausstellung (iga), Erfurt: Dahlien - „Rubens“; Semikaktus-Dahlie                                             | 10              | 17. Juli 1979      | 2. Oktober 1990   | 16.200.000 | Karl-Heinz Bobbe                 | 2435    |
|      | - „Rosalie“; Ball-Dahlie | 20              | 17. Juli 1979      | 2. Oktober 1990   | 8.100.000  | Karl-Heinz Bobbe                 | 2436    |
|      | - „Corinna“; Hirschgeweih-Dahlie | 25              | 17. Juli 1979      | 2. Oktober 1990   | 4.200.000  | Karl-Heinz Bobbe                 | 2437    |
|      | - „Dolli“; Schmuck-Dahlie (Neuzüchtung)                                                                                              | 35              | 17. Juli 1979      | 2. Oktober 1990   | 4.500.000  | Karl-Heinz Bobbe                 | 2438    |
|      | - „Carola“; Kaktus-Dahlie (Neuzüchtung)                                                                                              | 50              | 17. Juli 1979      | 2. Oktober 1990   | 4.200.000  | Karl-Heinz Bobbe                 | 2439    |
|      | - „Don Lorenzo“; Halskrausen-Dahlie                                                                                                  | 70              | 17. Juli 1979      | 2. Oktober 1990   | 2.010.000  | Karl-Heinz Bobbe                 | 2440    |